# Shub-Niggurath (groupe)
Pour les articles homonymes, voir Shub-Niggurath (homonymie).
Shub-Niggurath est un groupe de rock progressif français. Musicalement, il se retrouve proche du courant zeuhl et de Magma. 

## Biographie
Le groupe est formé en 1983 par Franck Fromy, Jean-Luc Hervé, et Allan Ballaud. Le nom du groupe fait référence à une des déités de la mythologie fantastique imaginée par H. P. Lovecraft. Le groupe enregistre une première démo en 1985, et reçoit un bon accueil.
Leur premier album studio, intitulé Les morts vont vite, est publié en 1986 au label Musea. Il reçoit un bon accueil général de la presse spécialisée, et est bien vendu dans l'hexagone. Le morceau-titre apparait dans la compilation de zeuhl Enneade, en hommage à Magma. Après cette sortie, Franck Couland quitte le groupe pour se consacrer au jazz ; il est suivi par Franck Fromy. Jean-Luc Hervé, guitariste, endosse le rôle de Fromy. En 1988, le groupe collabore avec Slease Art sur une compilation intitulée Dithrambe. 
En 1989 sort une autre compilation, Douze Pour in 2, suivie par une cassette live avec la nouvelle formation : Allan Ballaud à la basse, Jean-Luc Herve à la guitare, Veronique Verdier à la basse, au trombone et aux percussions, Sylvette Claudet et Jean-Pierre Lourdeau au chant, et Michel Kervinio à la batterie. Certains membres changent d'instrument. Un deuxième album studio, intitulé C'étaient de très grands vents, est publié en 1991 au label Musea. Cet album fait participer le percussionniste Edward Perraud ; à cette période, Jean-Pierre avait quitté le groupe pour devenir peintre. Dès lors, le groupe tourne principalement dans Paris devant de petits publics. Allan Ballaud décède d'un cancer en 1995, mettant ainsi un frein aux activités du groupe. En 1997, Musea réédite leur premier album en format CD, accompagné de deux morceaux inédits. 
Le groupe revient en 2003 avec un troisième album, Testament. Cet album fait participer Jean-Luc Hervé à la guitare, Véronique Verdier au trombone, Alain Ballaud à la basse, et Edward Perraud à la batterie. Le groupe revient de nouveau en 2009, avec la sortie de l'album Introduction.

## Membres
- Franck Coulaud - batterie, percussions
- Franck W. Fromy - guitares, percussions
- Jean-Luc Hervé - piano, orgue, harmonium, guitare
- Ann Stewart - chant
- Véronique Verdier - trombone
- Michel Kervinio - batterie, percussions
- Sylvette Claudet - chant
- Edward Perraud - batterie, percussions
- Alain Ballaud - basse[5] (décédé en 1995)

## Discographie
- 1986 : Les Morts vont vite
- 1989 : Live
- 1991 : C'étaient de très grands vents
- 2003 : Testament
- 2009 : Introduction (réédition d'une démo (cassette) datant de 1982)